# C文件輸入輸出
C编程语言为電腦檔案输入和输出提供了许多标准库函数。这些函数构成了C標準函式庫头文件的大部分<stdio.h> 。 该功能源自1970年代早期贝尔实验室的迈克·莱斯克编写的“便携式 I/O 包” 并在第7版Unix中正式成为UNIX操作系统的一部分。 